# Hirasa phana
Hirasa phana är en fjärilsart som beskrevs av Eugen Wehrli 1935. Hirasa phana ingår i släktet Hirasa och familjen mätare. Inga underarter finns listade i Catalogue of Life.